# Syrmatium argophyllum
Syrmatium argophyllum là một loài thực vật có hoa trong họ Đậu. Loài này được (A.Gray) Greene miêu tả khoa học đầu tiên.